# 竜が丘俳人墓地
竜が丘俳人墓地（たつがおかはいじんぼち）は、滋賀県大津市竜が丘にある市指定史跡。
松尾芭蕉の門人で、蕉門十哲の一人である内藤丈草が晩年を過した、小庵・仏幻庵の跡地。「龍岡俳人墓地」とも書く。

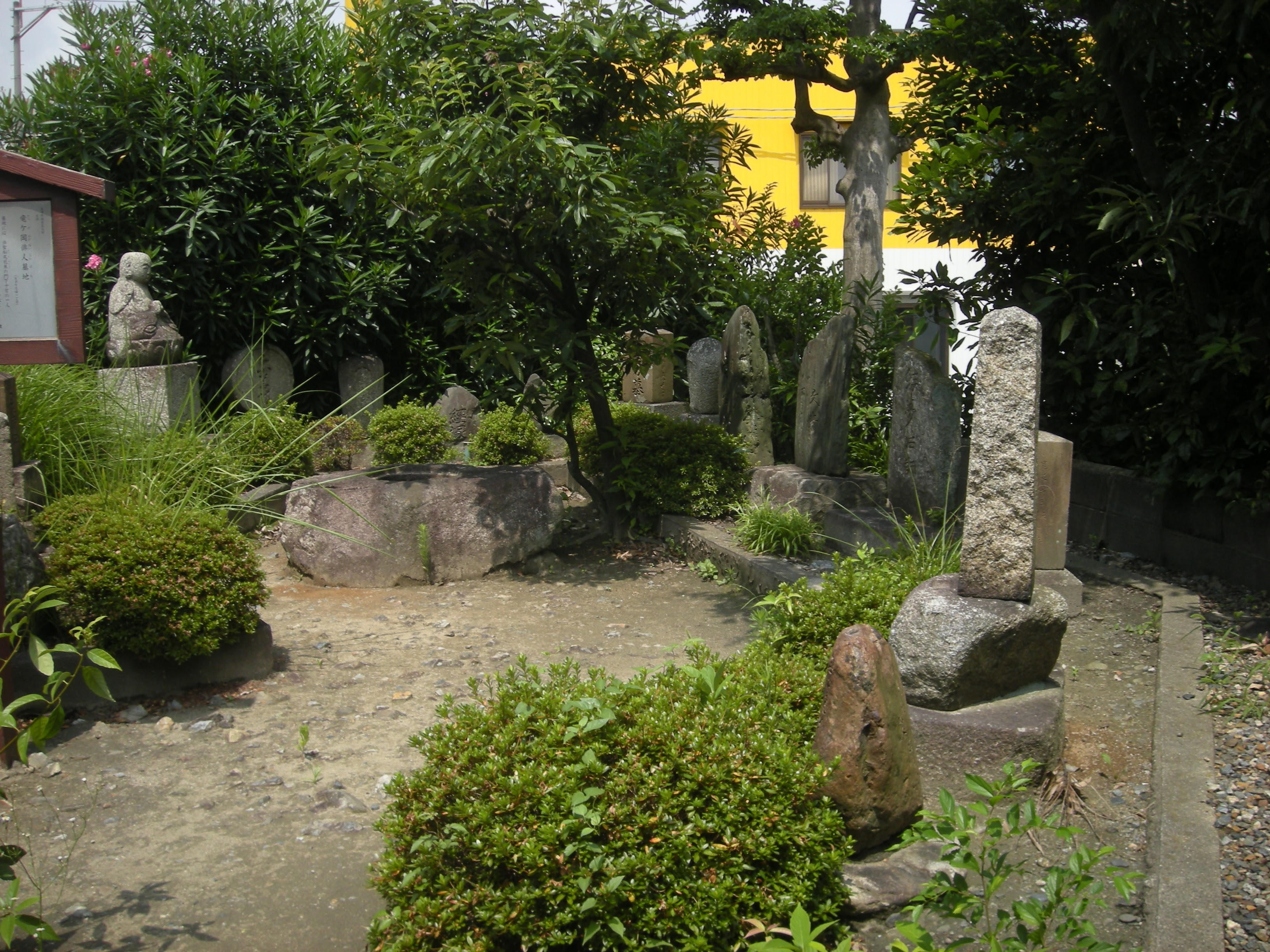
竜が丘俳人墓地

JR膳所駅南側の国道1号線沿いにある丘。かつては義仲寺の寺領内であったが、国道が通る際に削り取られ墓地だけが残り小島の様である。丈草は師の芭蕉翁の没後三年心喪に服し、その間小石を拾い集め、一石に一字の法華経を書写し、元禄16年（1703年）経塚を建てた。その周りには車座に、芭蕉門人の各務支考、水田正秀、丈草、渡辺雲理坊、木喰心誉、北川文泰、可風、蝶夢、森谷祐昌、矢島蟻洞、寺崎方堂、工藤芝蘭子ら17名の塚が並ぶ。また現代の小説家である中谷孝雄、伊藤桂一らの墓碑もある。

## 近隣
- 馬場荒堀墓地 - 俳人で落柿舎を再建した井上重厚や釈閑斎の墓がある。
- 膳所岡山墓地 - 膳所藩十一烈士の墓地。
- 膳所茶臼山古墳 国指定。壬申の乱の敗死者を葬る。
- 滋賀短期大学

## 小説
- 「小説 内藤丈草」童門冬二